# Jocelyn Seagrave
Jocelyn Seagrave (Bangcoc, 9 de setembro de 1968) é uma atriz tailandesa, mais conhecida por seu trabalho na série de televisão Pacific Palisades como Jessica Mitchell.

## Biografia

### Vida pessoal
Seagrave é filha de Sterling Seagrave, autor de livros famosos como The Soong Dynasty e Gold Warriors e da também escritora Wendy Law-Yone, autora de The Coffin Tree e Irrawaddy Tango. 
Ela cresceu inicialmente no sudeste asiático e depois se transferiu com seu irmão para Washington, D.C., onde estudou artes marciais e se tornou faixa preta em Tae Kwon Do. Pouco depois, ela estudaria literatura inglesa na Universidade de Virgínia.
Desde 1993, Jocelyn é casada com Ted Fundoukas, e eles tiveram um filho desde então.

### Carreira
Jocelyn Seagrave começou sua carreira com atriz fazendo uma pequena participação no sitcom de sucesso Designing Women, mas só passou a chamar atenção do público ao participar de Guiding Light entre 1991 e 1994, como Julie Camalletti. Em 1997, a atriz foi escalada em Pacific Palisades, onde permaneceu por todos os episódios, e também foi convidada para episódios de Savannah, Charmed, Wings, e vários outros seriados. Ela também é escritora e roteirista, tendo publicado alguns contos e poemas.

## Filmografia

### Televisão
- 2001 V.I.P. como Patty Del Florio
- 1999 Charmed como Ashley Fallon
- 1998 Fantasy Island como Leslie Wolf
- 1997 Pacific Palisades como Jessica Mitchell
- 1996 Savannah como Rita Winsler
- 1996 Wings como Princesa Fala
- 1995 Pointman como Millie
- 1995 Silk Stalkings como Liz Faraday
- 1994 Days of Our Lives como Tanya Hampstead
- 1994 Guiding Light como Julie Camalletti
- 1990 They Came from Outer Space como Molly Meecham
- 1990 The Hogan Family como Janet Reynolds
- 1990 Designing Women como Sylvie

### Cinema
- 2003 Thoughtcrimes como June McAllister
- 2000 Yup Yup Man como Jillian
- 1998 Moonbase como Dana Morgan